# Nazionale maschile di calcio di Cuba
La nazionale di calcio di Cuba (spagnolo: Selección de fútbol de Cuba) è la squadra di calcio che rappresenta Cuba nelle varie competizioni ufficiali o amichevoli riservate a squadre nazionali ed è posta sotto l'egida dell'Asociación de Fútbol de Cuba.
Partecipò al mondiale 1938, riuscendo a superare il primo turno contro la Romania, vincendo la ripetizione del match con il punteggio di 2 a 1 (la prima partita finì 3-3 dopo i tempi supplementari ed a quell'epoca il regolamento non contemplava i tiri di rigore). Nel turno successivo, ai quarti di finale, subì un perentorio 8-0 dalla Svezia. Successivamente, Cuba sfiorò l'accesso al Mondiale 1982, quando giunse quarta nel proprio girone eliminatorio, a soli due punti dal qualificato El Salvador.
A partire anni 2000 la selezione cubana ha ottenuto diversi risultati positivi in campo continentale, vincendo la Coppa dei Caraibi (2012) ed arrivando tre volte seconda nella stessa competizione (1996, 1999 e 2005). In occasione delle qualificazioni al campionato mondiale di calcio 2006 ha messo in difficoltà la Costa Rica, uscendo di scena solamente per la regola dei gol in trasferta, inoltre è arrivata ai quarti di finale della CONCACAF Gold Cup nel 2003, nel 2013 e nel 2015. Nonostante tutto, lo sport preferito dai cubani rimane il baseball.
Nella classifica FIFA la migliore posizione raggiunta è stata la 46ª nel novembre 2006, mentre la peggiore la 182ª, raggiunta in più occasioni. Occupa il 179º posto.

## Storia
Non si hanno molte notizie sulle origini del calcio cubano. Alcune fonti riportano l'11 dicembre 1911 come data della prima partita ufficiale giocata sull'isola tra lo Sporting Club Hatuey e il Rovers Athletic Club al Campo Palatino di L'Avana, ma la Asociación de Fútbol de Cuba nasce solo molti anni più tardi, nel 1924.
Nel 1930 viene costituita ufficialmente la nazionale di calcio cubana, che fa il suo esordio vincendo 3-1 in casa con la Giamaica britannica ai Giochi centramericani e caraibici. José Tapia guida per primo la squadra, vincendo la competizione davanti a Costa Rica e Honduras. Nello stesso anno si gioca il campionato del mondo 1930 in Uruguay, ma Cuba non può iscriversi poiché la Federazione non è ancora affiliata alla FIFA.
L'affiliazione avviene nel 1932 e così Cuba è abilitata a partecipare alle Qualificazioni al Mondiale 1934, venendo inserita nel gruppo 11. Nella prima fase elimina Haiti (1-3, 1-1, 6-0) ma nel turno successivo viene estromessa dal Messico (3-2, 5-0, 4-1).
La nazionale cubana ha vissuto il suo periodo di maggior successo negli anni '70 del XX secolo, in cui grazie al lavoro tecnico tattico dell'allenatore nordcoreano Kim Yong-ha, riuscì ad ottenere risultati di prestigio come la vittoria nei XI Giochi centramericani e caraibici ed il terzo posto nei VI Giochi panamericani.

## Stadio

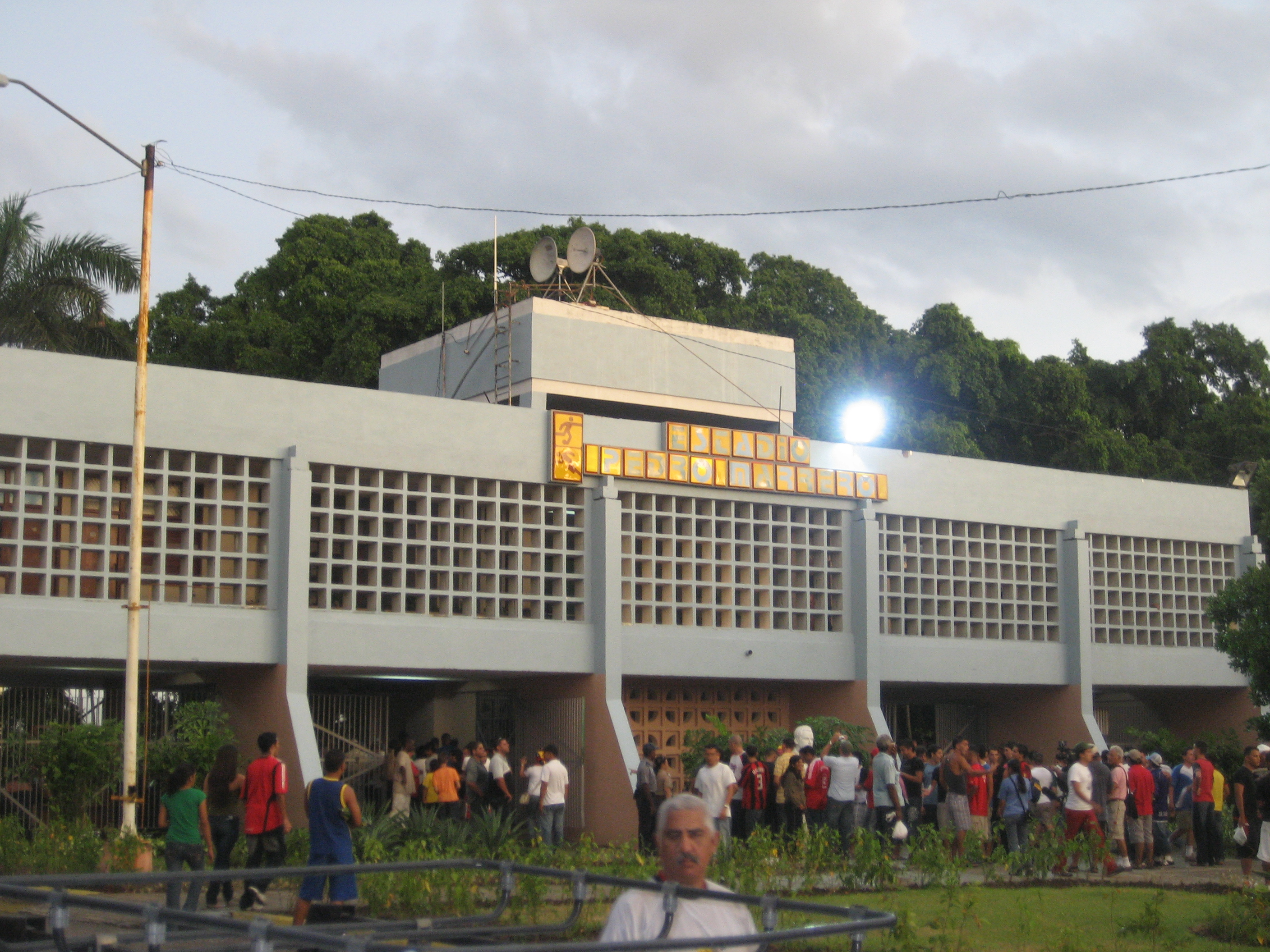
L'Estadio Pedro Marrero

La Nazionale cubana gioca principalmente le partite in casa all'Estadio Pedro Marrero di L'Avana. È un impianto sportivo polivalente (ma prestato soprattutto al calcio) costruito tra il 1929 e il 1930 con il nome di Gran Estadio Cervecería Tropical (o, familiarmente, La Tropical) e può ospitare fino a 28 000 spettatori. Dopo la rivoluzione è stato intitolato a Pedro Marrero Aizpurúa, giovane castrista morto durante l'assalto alla Caserma Moncada.
Impianto meno utilizzato è invece l'Estadio Panamericano, sede dei Giochi panamericani 1991, a discapito della sua maggiore modernità e capienza (34 000 spettatori).

## Palmarès
Coppa dei Caraibi: 1
- (2012)
- Finalista: 3
- (1996, 1999, 2005)

## Partecipazioni ai tornei internazionali
Legenda: Grassetto: Risultato migliore, Corsivo: Mancate partecipazioni

## Altri conseguimenti
CONCACAF Championship
- Quarto posto 1971
- Quinto posto 1981

Campionato NAFC
- Secondo posto  1947
- Terzo posto  1949

## Testa a testa con le altre nazionali[4]
| Nazionale                 | G  | V  | P  | P  | RF | RS |
| ------------------------- | -- | -- | -- | -- | -- | -- |
| Giamaica                  | 28 | 13 | 6  | 9  | 34 | 29 |
| Haiti                     | 27 | 9  | 12 | 6  | 37 | 27 |
| Panama                    | 24 | 7  | 6  | 11 | 23 | 33 |
| Trinidad e Tobago         | 20 | 5  | 3  | 12 | 19 | 32 |
| Costa Rica                | 16 | 0  | 3  | 13 | 9  | 53 |
| Guatemala                 | 12 | 4  | 3  | 5  | 9  | 13 |
| Honduras                  | 12 | 3  | 1  | 8  | 10 | 26 |
| Messico                   | 12 | 0  | 0  | 12 | 6  | 44 |
| Canada                    | 11 | 0  | 0  | 11 | 6  | 38 |
| Stati Uniti               | 11 | 1  | 1  | 9  | 11 | 38 |
| Suriname                  | 11 | 7  | 3  | 1  | 29 | 9  |
| Antille Olandesi          | 10 | 4  | 1  | 5  | 21 | 17 |
| El Salvador               | 10 | 1  | 2  | 7  | 7  | 25 |
| Guyana                    | 8  | 3  | 3  | 2  | 10 | 5  |
| Nicaragua                 | 8  | 3  | 2  | 3  | 12 | 10 |
| Ecuador                   | 6  | 3  | 3  | 0  | 5  | 2  |
| Saint Vincent e Grenadine | 6  | 4  | 1  | 1  | 10 | 4  |
| Antigua e Barbuda         | 5  | 4  | 1  | 0  | 13 | 3  |
| Bermuda                   | 5  | 5  | 0  | 0  | 14 | 4  |
| Barbados                  | 4  | 1  | 3  | 0  | 6  | 3  |
| Grenada                   | 4  | 1  | 3  | 0  | 5  | 4  |
| Porto Rico                | 4  | 3  | 1  | 0  | 14 | 1  |
| Bahamas                   | 3  | 3  | 0  | 0  | 14 | 0  |
| Curaçao                   | 3  | 1  | 2  | 0  | 4  | 3  |
| Rep. Dominicana           | 3  | 3  | 0  | 0  | 8  | 1  |
| Saint Kitts e Nevis       | 3  | 2  | 1  | 0  | 5  | 1  |
| Belize                    | 2  | 1  | 0  | 1  | 6  | 3  |
| Cile                      | 2  | 0  | 0  | 2  | 0  | 5  |
| Dominica                  | 2  | 2  | 0  | 0  | 7  | 3  |
| Guyana francese           | 2  | 1  | 1  | 0  | 3  | 2  |
| Romania                   | 2  | 1  | 1  | 0  | 5  | 4  |
| Albania                   | 1  | 0  | 1  | 0  | 0  | 0  |
| Algeria                   | 1  | 1  | 0  | 0  | 1  | 0  |
| Angola                    | 1  | 0  | 0  | 1  | 2  | 3  |
| Bolivia                   | 1  | 0  | 0  | 1  | 0  | 1  |
| Camerun                   | 1  | 0  | 1  | 0  | 1  | 1  |
| Cina                      | 1  | 0  | 0  | 1  | 0  | 1  |
| Corea del Sud             | 1  | 0  | 1  | 0  | 0  | 0  |
| Germania Est              | 1  | 0  | 0  | 1  | 0  | 5  |
| Ghana                     | 1  | 0  | 1  | 0  | 1  | 1  |
| Indonesia                 | 1  | 1  | 0  | 0  | 1  | 0  |
| Saint Lucia               | 1  | 1  | 0  | 0  | 2  | 0  |
| Svezia                    | 1  | 0  | 0  | 1  | 0  | 8  |
| Turks e Caicos            | 1  | 1  | 0  | 0  | 6  | 0  |
| Venezuela                 | 1  | 0  | 0  | 1  | 1  | 3  |

## Tutte le rose

### Mondiali
Coppa del Mondo FIFA 1938P Ayra, P Carvajales, D Barquín, D Chorens, C Arias, C Berges, C Rodríguez, C Galcerán, A Alonzo, A Fernández, A Ferrer, A Magriñá, A Oliveira, A Socorro, A Sosa, A Tuñas, CT: Tapia

### Gold Cup
CONCACAF Gold Cup 19981 Revé, 2 Llorente, 3 Pedraza, 4 Gou, 5 Cruzata, 7 Montero, 8 Mora, 9 Dalcourt, 10 Bobadilla, 11 Moré, 12 Sánchez, 13 Aguado, 14 Álvarez, 15 Hernández, 16 Sebrango, 18 Cantero, 19 Driggs, 20 Martén, CT: Bennett
CONCACAF Gold Cup 20021 Molina, 2 Driggs, 3 Márquez, 4 Rodríguez, 5 Cruzata, 6 Pedraza, 7 Torres, 8 Gandara, 9 Dalcourt, 10 Delgado, 11 Betancourt, 12 Rene Avilés, 13 Miñoso, 14 Ramírez, 17 Pérez, 18 Martínez, 19 Galindo, 22 Estrada, CT: Company
CONCACAF Gold Cup 20031 Molina, 2 Rivero, 3 Márquez, 4 Miñoso, 5 Cruzata, 6 Pérez, 7 Ramírez, 8 Morales, 9 Dalcourt, 10 Moré, 11 Estrada, 12 Rene Avilés, 13 Galindo, 14 Colomé, 15 Ruiz, 16 Fernández, 17 Faife, 18 Cervantes, CT: Company
CONCACAF Gold Cup 20051 Molina, 2 Miñoso, 3 Márquez, 4 Rodríguez, 5 Cruzata, 6 Villaurrutia, 7 Ramírez, 8 Aquino, 9 Cervantes, 10 Moré, 11 Gil, 12 Rene Avilés, 13 Galindo, 14 Colomé, 15 Morales, 16 Fernández, 17 Faife, 18 Duarte, 19 Muñoz, 20 Pérez, CT: García
CONCACAF Gold Cup 20071 Molina, 2 Miñoso, 3 Márquez, 4 Caballeros, 5 Clavelo, 6 Alonso, 7 Martínez, 8 Y. Colomé, 9 Cervantes, 10 Moré, 11 Villaurrutia, 12 Quintero, 13 Ramos, 14 J. Colomé, 15 Morales, 16 Fernández, 17 Faife, 18 Alcántara, 19 Duarte, 21 Aldama, CT: González
CONCACAF Gold Cup 20111 Molina, 2 Francisco, 3 Márquez, 4 Dranguet, 5 Clavelo, 6 Y. Colomé, 7 Hernández, 8 J. Colomé, 9 Cervantes, 10 Linares, 12 Pichardo, 14 Urgellés, 15 Lahera, 16 Fernández, 17 Mesa, 18 Quesada, 19 Carrazana, 20 Gómez, CT: González
CONCACAF Gold Cup 20131 Molina, 2 M. Márquez, 3 Y. Márquez, 4 López, 5 Clavelo, 6 Y. Colomé, 7 Coroneaux, 8 J. Colomé, 9 Alfonso, 10 Sánchez, 11 Martínez, 12 Pichardo, 13 Corrales, 14 Urgellés, 15 Malblanche, 16 Horta, 17 Zuásnabar, 18 Pérez, 19 Blanco, 20 Gómez, 21 Guerra, 22 Puga, 23 Rodríguez, CT: Benítez
CONCACAF Gold Cup 20151 Sánchez, 2 Vaquero, 3 Márquez, 4 Horta, 5 Clavelo, 6 Nápoles, 7 Suárez, 8 Gómez, 9 Reyes, 10 Martínez, 11 García, 12 Argüellez, 13 Corrales, 14 Hernández, 15 Diz, 16 Dranguet, 17 Pérez, 18 Sáez, 19 López, 20 Coroneaux, 21 D. Guerra, 22 Cervantes, 23 F. Guerra, CT: González
CONCACAF Gold Cup 20191 Sánchez, 2 Vaquero, 3 Rizo, 4 López, 5 Morejón, 6 Piedra, 7 Abreu, 8 Portal, 9 Reyes, 10 Hernández, 11 Santa Cruz, 12 Pozo, 13 Álvarez, 14 Rodríguez, 15 Martínez, 16 Sáez, 17 Espino, 18 Pérez, 19 Kindelán, 20 Morris, 21 Johnston, 22 Caballero, 23 Paradela, CT: Mederos
CONCACAF Gold Cup 20231 Sánchez, 2 Méndez, 3 Peñalver, 4 Cavafe, 5 Morejón, 6 Piedra, 7 Pozo, 8 E. Hernández, 9 Reyes, 10 A. Hernández, 11 Torrez, 12 Arozarena, 13 Corrales, 14 Sandó, 15 Pérez, 16 Herrera, 17 Díaz, 18 Matos, 19 Milanés, 20 Ruiz, 21 Johnston, 22 Caballero, 23 Paradela, CT: P. Sánchez

### Giochi olimpici
NOTA: per le informazioni sulle rose successive al 1948 visionare la pagina della Nazionale olimpica.

## Rosa attuale
Lista dei giocatori convocati per le partite valevoli per le qualificazioni ai mondiali 2022.
Statistiche aggiornate al 2 giugno 2021.
| 1  | P | Sandy Sánchez         | 24 maggio 1994    | 22 | -?; 1 | Porto Velho        |  |  |
| 12 | P | Elier Pozo            | 28 gennaio 1995   | 2  | -?    | Navegantes         |  |  |
| 21 | P | Nelson Johnston       | 25 febbraio 1990  | 8  | -?    | Santiago de Cuba   |  |  |
|    |   |                       |                   |    |       |                    |  |  |
| 2  | D | Modesto Méndez        | 6 gennaio 1998    | 0  | 0     | Inter Miami II     |  |  |
| 3  | D | Erick Rizo            | 28 febbraio 1991  | 21 | 1     | Santiago de Cuba   |  |  |
| 4  | D | Carlos Vázquez        | 25 aprile 1999    | 3  | 1     | Navalcarnero       |  |  |
| 5  | D | Dariel Morejón        | 22 dicembre 1998  | 18 | 0     | Navegantes         |  |  |
| 6  | D | Yosel Piedra          | 27 marzo 1994     | 24 | 0     | Deportivo Sanarate |  |  |
| 13 | D | Jorge Luís Corrales   | 20 maggio 1991    | 37 | 1     | FC Tulsa           |  |  |
| 15 | D | Yunior Pérez          | 1º gennaio 2002   | 2  | 0     | Guantánamo         |  |  |
|    |   |                       |                   |    |       |                    |  |  |
| 7  | C | Rolando Abreu         | 15 maggio 1992    | 18 | 0     | Santiago de Cuba   |  |  |
| 8  | C | Davide Incerti        | 22 giugno 2002    | 1  | 0     | Matera             |  |  |
| 10 | C | Aricheel Hernández    | 20 settembre 1993 | 27 | 3     | Universidad O&M    |  |  |
| 11 | C | Onel Hernández        | 1º febbraio 1993  | 3  | 2     | Norwich City       |  |  |
| 14 | C | Karel Espino          | 27 ottobre 2001   | 14 | 0     | Comunicaciones B   |  |  |
| 17 | C | Jean Carlos Rodríguez | 27 maggio 1999    | 9  | 0     | Pinar del Río      |  |  |
| 22 | C | Asmel Núñez           | 1º gennaio 2000   | 2  | 0     | Villa Clara        |  |  |
|    |   |                       |                   |    |       |                    |  |  |
| 9  | A | Maykel Reyes          | 4 marzo 1993      | 25 | 4     | Real Sociedad      |  |  |
| 16 | A | Joel Apezteguía       | 17 dicembre 1983  | 2  | 0     | Tre Fiori          |  |  |
| 18 | A | Yasniel Matos         | 1º gennaio 2000   | 3  | 0     | Holguín            |  |  |
| 19 | A | Willian Pozo          | 27 agosto 1997    | 1  | 0     | Strømmen           |  |  |
| 20 | A | Dairon Reyes          | 18 settembre 2003 | 1  | 1     | Inter Miami II     |  |  |
| 23 | A | Luis Paradela         | 21 gennaio 1997   | 16 | 6     | Santos de Guápiles |  |  |

## Record individuali
Classifica aggiornata al 16 dicembre 2012. Il grassetto indica giocatori ancora in attività.
| #  | Giocatore           | Periodo   | Pres. | Reti |
| -- | ------------------- | --------- | ----- | ---- |
| 1  | Odelín Molina       | 1996-2013 | 118   | 0    |
| 2  | Yénier Márquez      | 2000-     | 109   | 11   |
| 3  | Jaime Colomé        | 2002-     | 74    | 11   |
| 4  | Alaín Cervantes     | 2003-     | 63    | 8    |
| 4  | Silvio Pedro Miñoso | 2002-2008 | 63    | 0    |
| 6  | Reysander Fernández | 2003-2012 | 61    | 4    |
| 7  | Lester Moré         | 1996-2007 | 46    | 25   |
| 8  | Alexander Cruzata   | 2000-2005 | 45    | 0    |
| 9  | Roberto Linares     | 2008-     | 42    | 14   |
| 10 | Leonel Duarte       | 2005-2010 | 39    | 6    |

| # | Giocatore           | Periodo   | Reti | Pres. | Reti/pr. |
| - | ------------------- | --------- | ---- | ----- | -------- |
| 1 | Lester Moré         | 1996-2007 | 25   | 46    | 0,54     |
| 2 | Roberto Linares     | 2008-     | 14   | 42    | 0,33     |
| 3 | Maykel Galindo      | 2002-2005 | 12   | 33    | 0,36     |
| 4 | Jaime Colomé        | 2002-     | 11   | 74    | 0,15     |
| 4 | Yénier Márquez      | 2000-     | 11   | 109   | 0,1      |
| 6 | Reinier Alcántara   | 2005-2008 | 10   | 18    | 0,56     |
| 7 | Alaín Cervantes     | 2003-     | 8    | 63    | 0,13     |
| 8 | Leonel Duarte       | 2005-2010 | 6    | 39    | 0,15     |
| 9 | Reysander Fernández | 2003-2012 | 4    | 61    | 0,07     |
| 9 | Armando Coroneaux   | 2008-     | 4    | 14    | 0,29     |

## Lista dei commissari tecnici
- Antonio Orobio (1930)
- Károly Katzer (1934-1935)
- José Tapia (1938)
- Marcelino Minsal (1947)
- Juan Arenas (1947)
- Marcelino Minsal (1947)
- František Churda (1963-1964)
- Károly Kocza (1966)
- László Mohácsi (1967)
- Kim Yong-ha (1968-1971)
- Sergio Padrón (1971-1976)
- Tibor Ivanics (1980-1981)
- Roberto Morero (1988)
- Giovanni Campari (1990-1992)
- William Bennett Barracks (1996-2000)
- Miguel Company (2000-2004)
- Luis Armelio (2004-2005)
- Raúl González Triana (2006)
- Reinhold Fanz (2006-2008)
- Raúl González Triana (2008-2012)
- Chandler González (2012)
- Walter Benítez (2012-2015)
- Raúl González Triana (2015-2016)
- Julio Valero (2016)
- Raúl Mederos (2016-2017)
- Lorenzo Mambrini (2017)
- Raúl Mederos (2018-2019)
- Pablo Elier Sánchez (2019-)